# Templo de Ezequiel
El Templo de Ezequiel es una edificación tipo templo sin construir descrita en el Libro bíblico de Ezequiel. Los detalles del templo le fueron dados al profeta Ezequiel durante una epifanía, compuesto por un plano de estrecha semejanza al templo de Salomón.

## Detalles

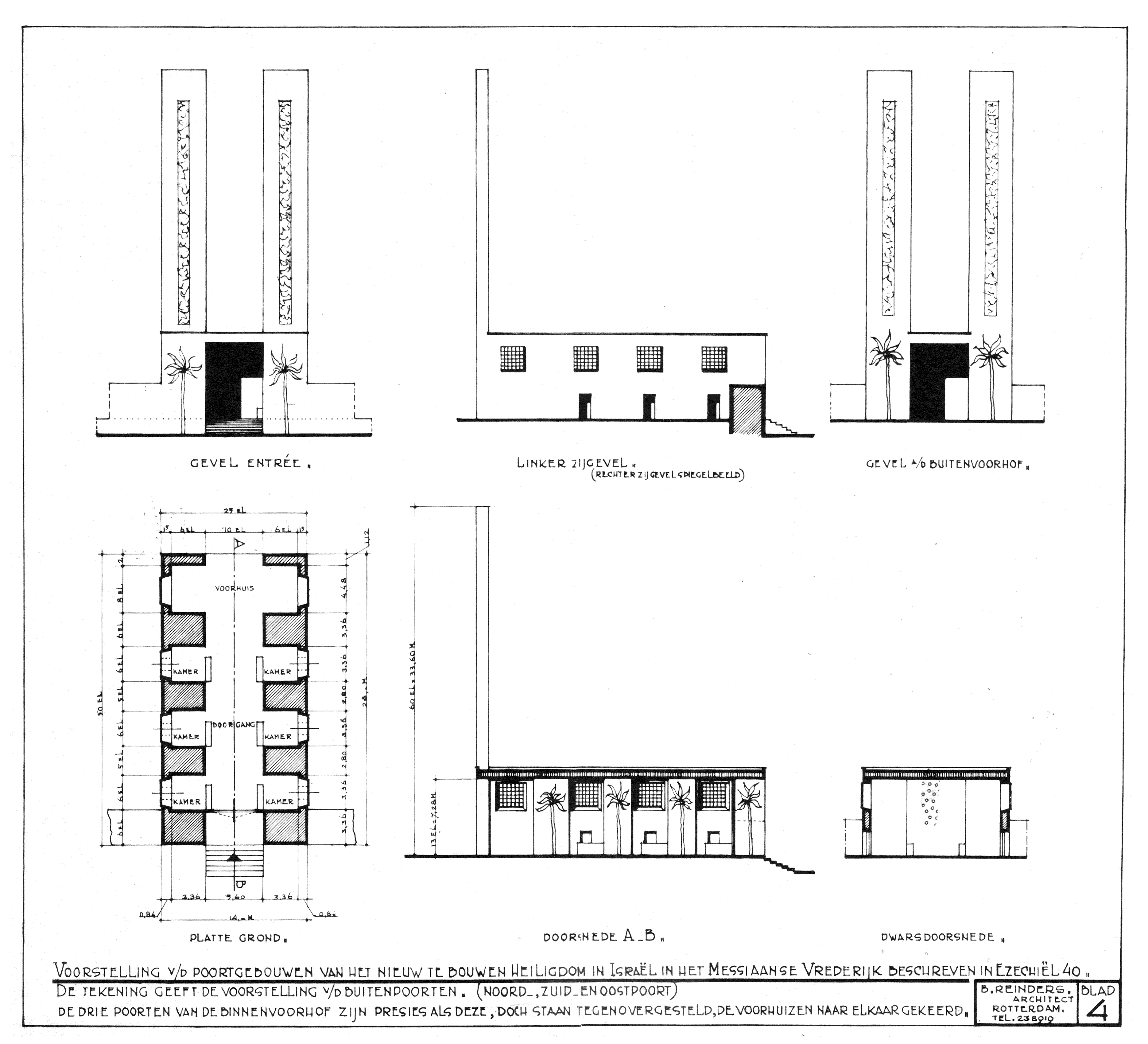
Entradas del Templo de Ezequiel, como se describe en el Libro de Ezequiel, dibujadas por el arquitecto holandés Bartelmeüs Reinders (1893-1979)

Las características del templo se describen en detalle en el libro de Ezequiel, en forma de una visión dada al profeta. En el sueño de Ezquiel, se describen las características físicas de la estructura con paneles de madera de varios niveles, como las entradas, los patios exteriores e interiores, las cámaras laterales y los vestíbulos, los arcos, las puertas, las ventanas, el santuario y el altar. Se describen algunos muebles, muchos de ellos factores comunes del Tabernáculo y el Templo de Jerusalén. Se dan detalles de decoración, por ejemplo , querubines y palmeras talladas en las puertas y paredes. Los propósitos de las cámaras laterales se dan, por ejemplo, para las vestiduras de los sacerdotes, para el consumo de la carne de los sacrificios por parte de los sacerdotes y para los cantores. Las dimensiones se dan en base al codo .
El hecho de que los detalles del templo se dan en el contexto de una visión profética, da lugar a análisis y debate en cuanto al significado, significado y propósito del templo.

## Comentario judío
Maimónides llamó a esta estructura "el templo que será edificado" y calificó estos capítulos de Ezequiel como complejos para el lector común y hasta para el erudito avezado. Los comentaristas de la Biblia que se han aventurado a explicar los detalles del diseño directamente del texto de la Biblia hebrea incluyen a Rashi, David Kimhi, Yom-Tov Lipmann Heller y Meir Leibush ben Yehiel Michal, quienes produjeron bocetos ligeramente diferentes del templo previsto por Ezequiel en su sueño.

## Comentario cristiano
Algunas interpretaciones cristianas del templo de Ezequiel aplican a profecías de un templo futuro, incluyendo ser el templo que debería haber construido Zorobabel, o bien un templo literal a ser reconstruido durante el reinado milenario de Cristo, un templo que es simbólico de la adoración a Dios por parte de la iglesia cristiana del presente, o un símbolo del futuro y eterno reino de Dios. Varios comentaristas cristianos también creen que este templo será un Cuarto Templo literal, que existirá durante el Reino Milenial, luego de la destrucción de un futuro templo que será profanado por el Anticristo .